# Debutante Island
Debutante Island (von englisch debutante ‚Debütantin‘) ist eine Insel vor der Ingrid-Christensen-Küste des ostantarktischen Prinzessin-Elisabeth-Lands. Sie ist die südlichste Insel der Søstrene inmitten des Publications-Schelfeises in der Prydz Bay. Sie ist abgesehen von kleinen Felsvorsprüngen nahezu komplett vom Schelfeis überdeckt.
Norwegische Kartografen kartierten sie anhand von Luftaufnahmen, die bei der Lars-Christensen-Expedition 1936/37 entstanden. Der US-amerikanische Kartograf John H. Roscoe (1915–2007) nahm 1952 die allegorische Benennung vor.